# Sint-Nicolaaskapel (Maastricht)

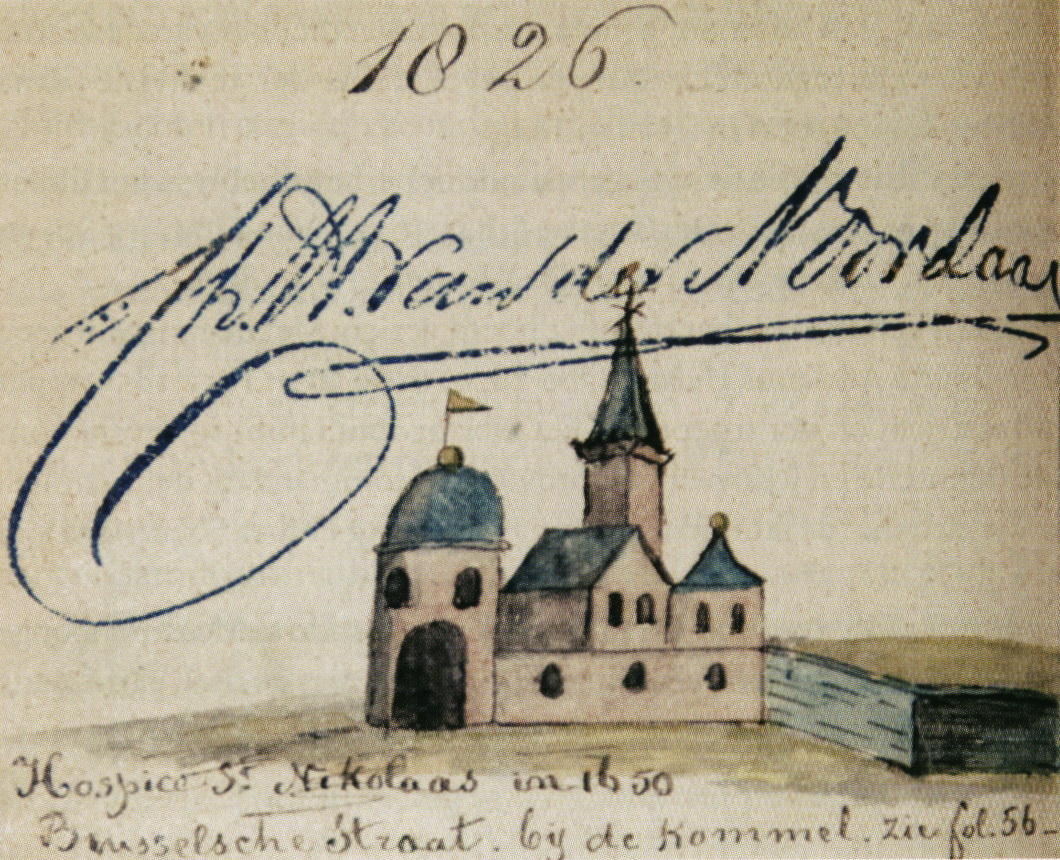
19e-eeuwse fantasieafbeelding van de 2e Sint-Nicolaaskapel (situatie ca. 1650)

De Sint-Nicolaaskapel is een verdwenen gasthuis- en kerspel- of wijkkapel in de Nederlandse stad Maastricht. Er zouden twee Sint-Nicolaaskapellen zijn geweest: de eerste lag op de hoek van de Brusselsestraat en de Kommel; de tweede nabij de hoek van de Brusselsestraat en de Sint Nicolaasstraat.

## Geschiedenis
Over het Sint-Nicolaasgasthuis is vrijwel niets met zekerheid bekend. De eerste schriftelijke vermelding van een gasthuis met kapel op de hoek van de Kommel en de Brusselsestraat dateert van 1265. Dit gasthuis was afhankelijk van het Sint-Servaaskapittel.
In 1584 werd het gasthuis opgeheven wegens bouwvalligheid. In 1612 brandde een deel van de bebouwing aan dit deel van de Brusselsestraat af waarbij vijftig huizen, en ook de kapel, verloren gingen. Het kerspel zou iets verderop in de Brusselsestraat een nieuwe kerspelkapel hebben gebouwd, waarover geen gegevens bekend zijn en waarvan eind 18e eeuw voor het laatst sprake is geweest.
* betekent: niet langer in gebruik voor religieuze doeleinden; ** betekent: (deels) gesloopt, verdwenen